# De Havilland DH.114 Heron
Die de Havilland DH.114 Heron war ein kleines viermotoriges Verkehrsflugzeug für den Regional- und Zubringerdienst. Es wurde in den 1950er-Jahren durch den britischen Hersteller de Havilland Aircraft Company gebaut.

## Geschichte

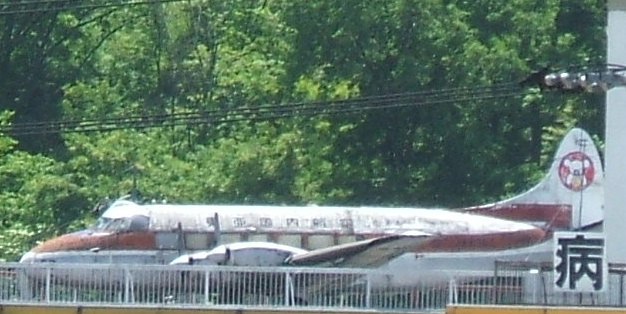
Japanische DH.114 Tawron Heron

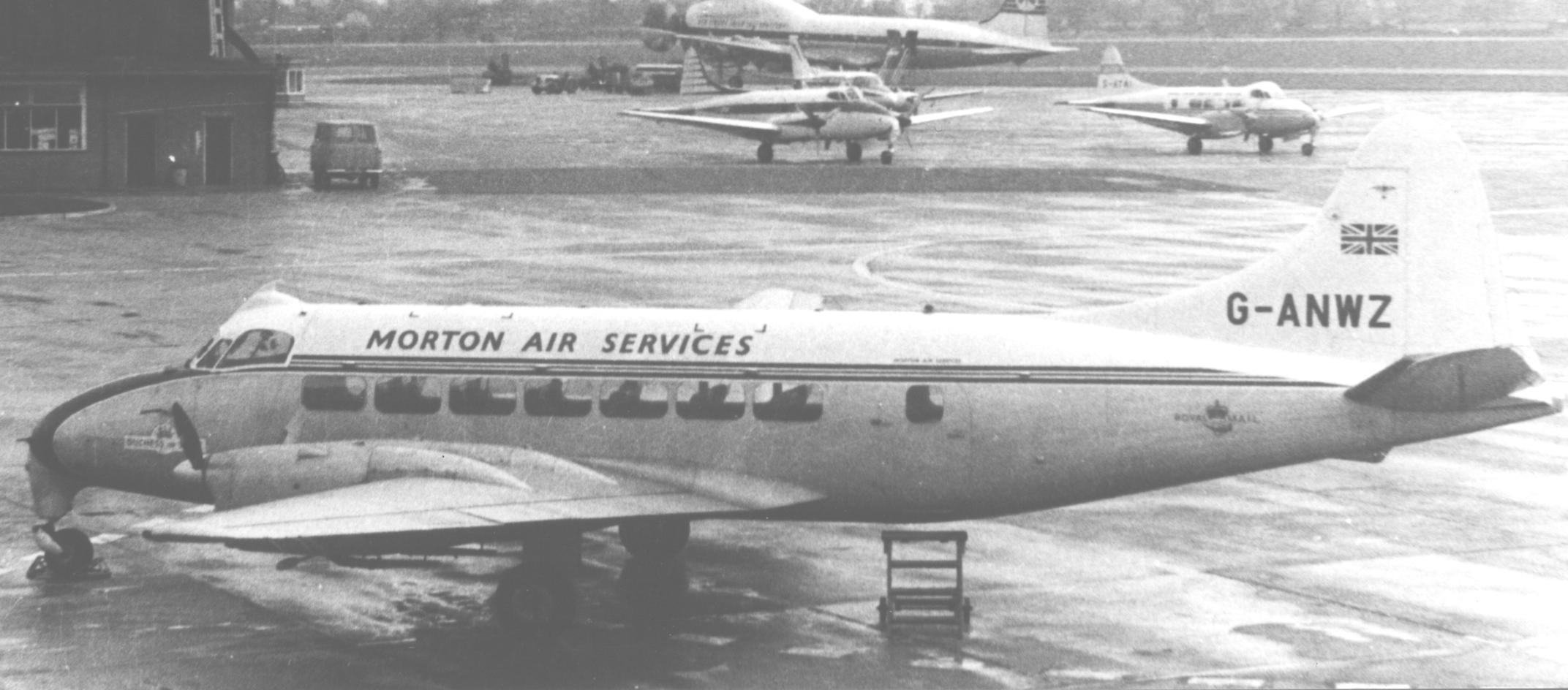
Eine DH.114 Heron 1B der Morton Air Service

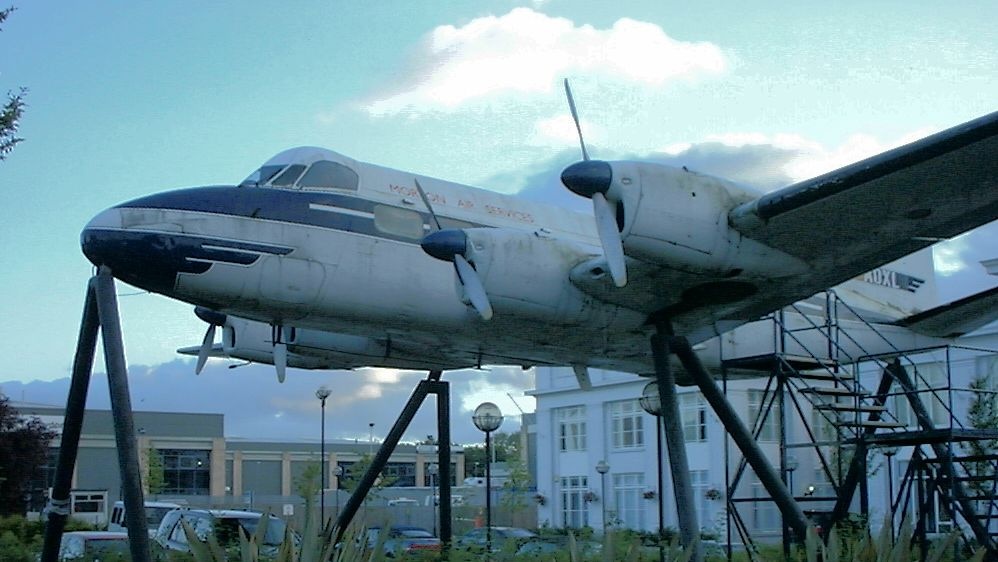
De Havilland Heron

Noch während des Zweiten Weltkriegs begann de Havilland aufgrund der Empfehlungen der Brabazon-Kommission mit der Entwicklung des zweimotorigen Passagierflugzeugs De Havilland DH.104 Dove, mit dem die veraltete Dragon Rapide ersetzt werden sollte. Das neue Modell erwies sich von Anfang an als erfolgreich. Bei De Havilland hatte man sich unter der Leitung von Ronald Eric Bishop schon während der Entwicklung der Dove an die Arbeiten für eine vergrößerte Variante gemacht. Das Flugzeug erhielt einen längeren Rumpf als die Dove, um zusätzliche Fluggäste oder Fracht aufzunehmen. Eine größere Spannweite machte den Einbau von zwei zusätzlichen Motoren möglich. Die Entwicklung der Heron wurde angehalten, da nicht absehbar war, dass sich ein Markt für beide Typen ergeben würde. Erst 1948 wurde die Wiederaufnahme der Konstruktion entschieden.
Die Heron war ein Ganzmetallflugzeug in konventioneller Bauart. Sie war als Tiefdecker ohne Druckkabine ausgelegt und verfügte über ein festes, ab der Version Mk. 2 über ein einziehbares Bugradfahrwerk. Die Version mit dem Einziehfahrwerk hatte eine um 17 Knoten (32 km/h) höhere Reisegeschwindigkeit bei 75 Kilogramm Mehrgewicht und flog erstmals am 14. Dezember 1952. Als Antrieb dienten vier Gipsy-Queen-30-Motoren. Die weitgehende Verwendung von Bauteilen der Dove vereinfachte die Wartung und Reparatur beider Flugzeugtypen.
Die Heron stellte ein einfaches robustes Flugzeug mit geringen Betriebskosten dar, das auf Kurz- und Mittelstrecken zum Einsatz kommen sollte. Mit ihm konnten Regionen erschlossen werden, in denen es keinen modernen Flughafen gab. Es bot Platz für siebzehn Passagiere auf Einzelsitzen beiderseits des Mittelganges und war mit großen Fenstern versehen. Die Heron verfügte über ein Gepäckabteil im Heck und zusätzlichen Stauraum im Bug. Das Flugzeug wurde zu einem Preis von 35.000 britischen Pfund angeboten, dazu kam die nicht inbegriffene Funkausrüstung.
Der Erstflug fand am 10. Mai 1950 statt. Nach Testflügen von insgesamt hundert Stunden Dauer wurde das Flugzeug am 8. September 1950 auf der Flugschau von Farnborough der Öffentlichkeit vorgestellt. Nach Erteilung der Zulassung im November 1950 wurden die Flüge bis Khartum und Nairobi ausgedehnt, um die Tropentauglichkeit zu testen.

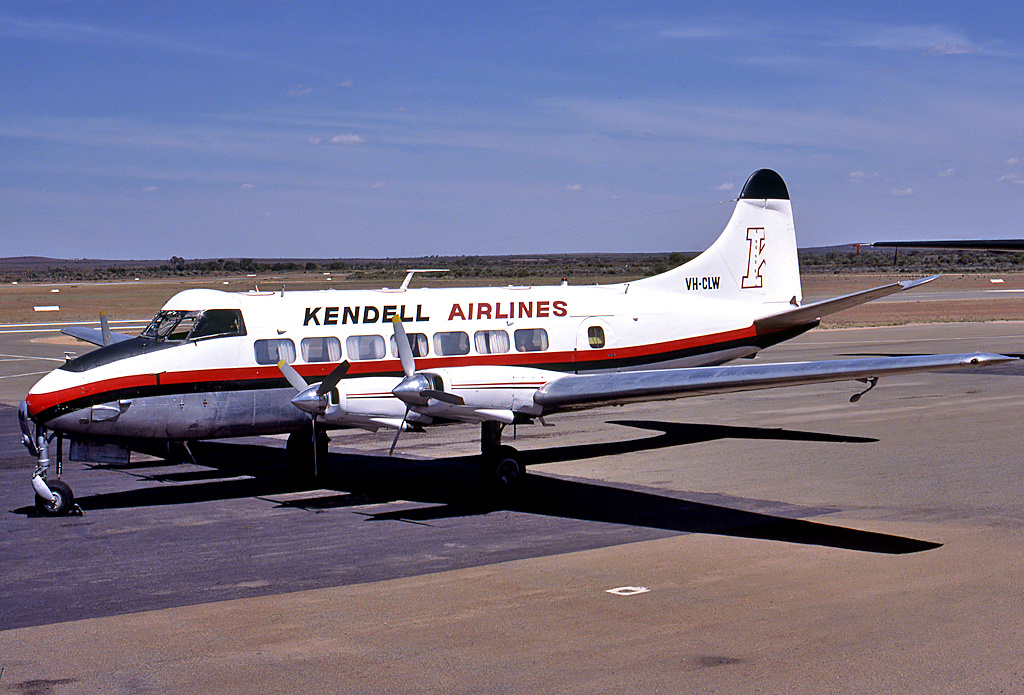
Eine DH-114 Turbo Skyliner der Kendell Airlines, bei welcher die Originalmotoren ersetzt worden waren

Die Produktion endete 1963 nach Auslieferung von 149 Exemplaren, die in dreißig Länder verkauft wurden. Die erste Maschine ging nach Neuseeland, erst das siebzehnte Flugzeug ging nicht ins Ausland; die Maschine kam für Jersey Airlines im Vereinigten Königreich zum Einsatz. Größter Kunde war die französische Union Aéromaritime de Transport (UAT). Einige Heron wurden später zu moderneren Flugzeugen umgebaut, beispielsweise zur Riley Turbo Skyliner, der Saunders ST-27 und der ST-28.
Die erste Serienversion Model 1A wies noch einige Mängel auf. So galt sie mit ihren schweren, aber schwachen Antrieben als untermotorisiert. Das im Gegensatz zur Dove nicht einziehbare Fahrwerk ohne lenkbares Bugrad senkte zwar die Wartungskosten, erhöhte aber den Luftwiderstand.
Nach 51 Flugzeugen der Typen 1A bis 1D begann die Produktion der Model 2, deren Fahrwerk nun eingezogen werden konnte. Die Model 2A entsprach ungefähr dem Basismodell 1A, während die Varianten 1A und 1B über ein höheres Startgewicht verfügten. Die Model 2C wies Propeller auf, die in Segelstellung gebracht werden konnten. Bei der Heron Model 2D wurde das Startgewicht erneut erhöht, und die Model 2E war als VIP-Transporter ausgelegt.

## Versionen
- Heron 1: leichtes viermotoriges Transportflugzeug mit starrem Fahrgestell, 49 Stück gebaut
  - Heron 1B: Version mit erhöhtem Startgewicht
- Heron 2: leichtes viermotoriges Transportflugzeug mit einziehbarem Fahrgestell, 101 Stück gebaut
  - Heron 2A: einzelne Heron für einen Privatkunden aus den USA
  - Heron 2B: Version mit erhöhtem Startgewicht ähnlich der Heron 1B
  - Heron 2C: Heron 2B, optional mit für Segelstellung eingerichteten Propellern
  - Heron 2D: leichtes viermotoriges Transportflugzeug mit erhöhtem Startgewicht
  - Heron 2E: einzelner VIP-Transporter, wie Heron 2D, aber ohne Segelstellung für Propeller
- Heron C2: ein auf der Heron 2B basierendes Exemplar für die Royal Air Force im Einsatz in den USA für die British Joint Services Mission,[2] später die erste ST-27[4]
- Heron C3/Mk3: ein VIP-Transporter für die Verwendung durch den Duke of Edinburgh, basiert auf der Heron 2D, das Flugzeug XH375 wurde am 18. Mai 1955 durch Sir Geoffrey de Havilland übergeben.[2]
- Heron C4/Mk4: drei auf der Heron 2D basierende Flugzeuge für den Queens Flight, die damalige Metropolitan Communications Squadron.[2]
- Sea Heron C.Mk 20: Transport- und Verbindungsflugzeug der Royal Navy, 1961 entstanden durch Umbau von drei Heron 2 und zwei Heron 2B
- Riley Turbo Skyliner: auf Lycoming IO-540-Motoren mit 216 kW umgerüstete Flugzeuge, von der amerikanischen Riley Turbostream Corporation durchgeführt
- Saunders ST-27: zwölf Umbauten durch die kanadische Saunders Aircraft Corporation, mit 3,60 m längerem Rumpf für 23 Passagiere und zwei PT6A-34-Turbopropmotoren mit 560 kW
  - ST-27A and ST-27B: Ursprungsbezeichnungen der ST-28
  - Saunders ST-28: verbesserte Version der ST-27, nur der Prototyp wurde gebaut
- Tawron: Version der japanischen Fluggesellschaft Toa Domestic Airlines mit Continental-IO-470-Motoren

Die Heron 2 mit dem Kennzeichen G-AMTS (s/n 14007) flog 1956 temporär mit dem militärischen Kennzeichen XL961 für eine Afrikareise Prinzessin Margarets.

## Nutzung
Die Heron wurde von den Besatzungen und den Fluggästen gleichermaßen gut aufgenommen, was auch der größeren Sicherheit durch die vier Motoren zu verdanken war. Zudem hatte jeder der Passagiere ein rund 60 cm großes Fenster für sich zur Verfügung. Mit dem Flugzeug konnten abgelegene Regionen auf bequeme Weise erreicht werden. Unter anderem bedienten Herons für British European Airways den Sandstrand-Flugplatz von Barra. Die Flugzeuge der norwegischen Braathens S.A.F.E wurden schon bald nach der Auslieferung in 15-stündigen Tagesplänen mit drei Rotationen von Oslo nach Stavanger mit 9 Flugstunden täglich eingesetzt. Am 30. September 1959 war die Heron G-AOXL von Morton Air Services das letzte Flugzeug, das vom Londoner Flughafen Croydon abhob.
Die Maschine wies einige Schwächen auf. Wenn die Fluggäste zuerst die Plätze im Heck aufsuchten, kippte die Heron gelegentlich nach hinten. Die Besatzungen gewöhnten sich daher an, rechtzeitig eine Heckstütze anzubringen.
Viele Betreiber entschlossen sich, den Antrieb auf leistungsfähigere Lycoming-Motoren umzurüsten. Die Starteigenschaften und die Geschwindigkeit konnten so gesteigert werden. Nach dem Produktionsende 1963 boten Riley Aircraft und andere Flugzeugbauer Umrüstsätze besonders für den Antrieb an. Dadurch wurde die Lebenszeit einiger Maschinen bis ins 21. Jahrhundert verlängert. Größter Betreiber derart umgerüsteter Maschinen war die puerto-ricanische Prinair.
Die größte Veränderungen zeigte die Saunders ST27/28, die mit zwei Turbopropmotoren ausgestattet wurde, den markanten Buckel über dem Cockpit verlor und neben anders geformten Fenstern gerade statt runde Flügelenden aufwies.

### Zivile Nutzer
Neben den angepeilten Fluggesellschaften wurden die Heron auch von einigen Unternehmen als Firmenflugzeuge eingesetzt, so von Banco Nacional de México, English Electric, Fiat, Ferranti, Steel Authority of IndiaPhilips, Rolls-Royce, Vickers oder Shell, welches die Heron für Geschäftsflüge zwischen London und Amsterdam einsetzte.
Zudem flogen die königlichen Oberhäupter verschiedener Länder in Herons wie in Saudi-Arabien, Jordanien, Marokko und Irak, dies nebst Regierungsflugzeugen für Belgisch Kongo, Ceylon, Ghana, Kenia, Kuwait, Malaysia und Südafrika und VIP-Einsatz in Deutschland.
| Australien - Airlines of Tasmania - Altair - Amalgamated Air - Connair - Heron Airlines - Kendell Airlines Bahamas - Bahamas Airways Bahrain - Gulf Aviation Belgien - Belgian International Air Services Brasilien - Transportes Aereos Salvador (TAS) Dänemark - Cimber Air - Falcks Flyvetjeneste Deutschland - Lufthansa (gemietet von Martinair) - Luftmerkur Bedarfsflug - Südflug International Frankreich - Air Caledonie - Air Paris - Union Aéromaritime de Transport (UAT) Fidschi - Fiji Air - Fiji Airways - Sunflower Airlines Ghana - Ghana Airways Indien - Indian Airlines Indonesien - Garuda Indonesia – operierte die größte ab Werk gelieferte Flotte mit 14 Flugzeugen Italien - Itavia Jamaika - Jamaica Air Service Japan - All Nippon Airways (ANA) - Japan Domestic Airlines - Toa Domestic Airlines Kanada - Department of Transport - Newfoundland Air Transport Kiribati - Air Tungaru Neuseeland - Air North - National Airways Corporation (NAC) - Vincent Aviation Niederlande - Martin’s Air Charter (MAC) | Nigeria - West African Airways Corporation Norwegen - Braathens S.A.F.E. Portugal - Transportes Aéreos da Guiné Portuguesesa - Transportes Aéreos da Índia Portuguesa - Transportes Aéreos de Timor Puerto Rico - Prinair (mit 35 Maschinen größter Betreiber der DH.114, rüstete alle Maschinen auf Continental-Motoren um) Spanien - Aviaco Rhodesien - Air Trans Africa São Tomé und Príncipe - Transportes Aéreos Sao Tome St. Lucia - St. Lucia Airways Sierra Leone - Sierra Leone Airways Thailand - Sky of Siam Trinidad und Tobago - British West Indian Airways Türkei - Turkish Airlines Vereinigtes Königreich - British Eagle - British European Airways - BEA Scottish Airways - British United Island Airways - Cambrian Airways - Channel Airways - Fairflight - Jersey Airways - Jersey Ferry Airlines - Morton Air Services - North-South Airlines - Peters Aviation - Silver City Airways Vereinigte Staaten - AAT Airlines - Allegheny Commuter - Apache Airlines - Aspen Airways - Baja Cortez Airlines - Great Plains Airlines - Hawaiian Air Tour Service (HATS) - High Dessert Airlines - King Airlines - Norstar - Phoenix Airlines - Seagull Airlines - Shawnee Airlines - Susquehanna Airlines - Swift Aire |

### Militärische Nutzer
Sri Lanka/Ceylon
- Royal Ceylon Air Force

 Deutschland
- Luftwaffe

 Königreich Irak
- Iraq Air Force

 Jordanien
- Royal Jordanian Air Force

 Katanga
- Katangan Air Force

 Kuwait
- Kuwait Air Force

 Malaysia
- Malaysische Luftstreitkräfte

 Südafrika
- South African Air Force

 Vereinigtes Königreich
- Naval Air Command
- Royal Navy
- Royal Air Force
  - Metropolitan Communications Squadron

## Zwischenfälle
Vom Erstflug 1950 bis Juli 2019 kam es mit De Havilland DH.114 Heron zu 41 Totalschäden. Bei 19 davon kamen 164 Menschen ums Leben. Auszüge:
- Am 18. April 1955 flog eine von Flughafen Yaoundé-Ville kommende Heron 1B der französischen Union Aéromaritime de Transport (UAT) (Luftfahrzeugkennzeichen F-BGOI) in den Berg Kupe (Kamerun). Alle 12 Insassen wurden getötet; ein erster nigerianischer Zeitungsbericht, nach dem es zwei Überlebende und vierzehn Insassen gegeben haben sollte, hat sich nicht bestätigt.[6][7]

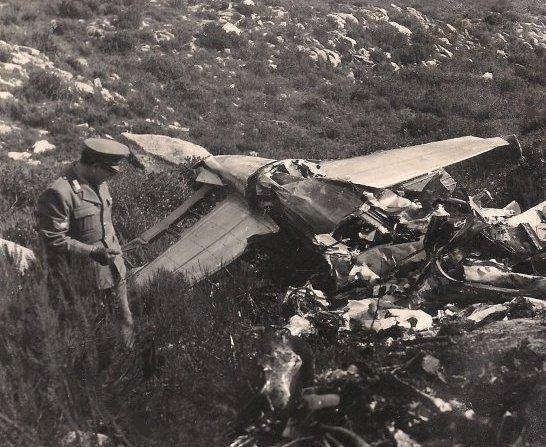
Wrack der Heron der Itavia auf Elba, Oktober 1960

- Am 7. November 1956 kam es mit einer De Havilland Heron 2B der norwegischen Braathens SAFE (LN-SUR) bei starkem Schneefall zu einer Bruchlandung auf dem Berg Hummelfjell in Tolga, Norwegen. Der Kapitän und ein Passagier wurden getötet, während der verbleibende Pilot und die restlichen 9 Passagiere überlebten. Der Unfall in Hummelfjell war der erste tödliche Unfall von Braathens SAFE. Die Ursache des Unfalls war eine ungewöhnlich starke Vereisung und ein starker Luftstrom nach unten (siehe auch Braathens-S.A.F.E.-Flug 253).[8]

- Am 26. Oktober 1957 landeten die Piloten einer aus Madrid-Barajas kommenden De Havilland Heron 2D der spanischen Aviaco (EC-AOA) auf dem Flughafen San Sebastián. Durch eine Leckage im Bremssystem war es nicht möglich, die Maschine vor dem Landebahnende zu stoppen. Sie überrollte in den Morast im Mündungsgebiet des Flusses Bidasoa. Alle 22 Insassen, 17 Passagiere und die 5 Besatzungsmitglieder, überlebten diesen Unfall. Das Flugzeug wurde zerstört.[9]

- Am 15. November 1957 flogen die Piloten einer aus Barcelona kommenden Heron 2D der Aviaco (EC-ANZ) im Anflug auf den Flughafen Palma de Mallorca-Son San Juan 15 km vom Flughafen entfernt in einen gut 400 Meter hohen Berg. Alle 4 Insassen, zwei Passagiere und die Piloten, wurden infolge dieses Navigationsfehlers getötet (siehe auch Flugunfall der Aviaco auf Mallorca 1957).[10]

- Am 14. April 1958 waren die Piloten einer Heron 2D der Aviaco (EC-ANJ) im Anflug auf den Flughafen Barcelona-El Prat zu einem heftigen Ausweichmanöver gezwungen, um eine Kollision mit einer anderen Heron zu verhindern. Dabei geriet die Maschine außer Kontrolle und stürzte ins Meer. Alle 16 Insassen wurden infolge dieses Fluglotsen-Fehlers getötet (siehe auch Flugunfall der Aviaco bei Barcelona).[11]

- Am 26. Januar 1960 stürzte eine Heron 2D der portugiesischen Transportes Aéreos de Timor (Luftfahrzeugkennzeichen CR-TAI)[12] auf dem Flug von Darwin nach Baucau 37 Minuten nach dem Start nordwestlich des Bathurst Island in die Timorsee. Alle 9 Insassen, 2 Besatzungsmitglieder und 7 Passagiere kamen ums Leben. Man vermutet, dass der Pilot Schwierigkeiten mit der schlechten Sicht hatte, wofür er nicht ausgebildet worden war.[13]

- Am 14. Oktober 1960 flog eine Heron 2 der italienischen Itavia (I-AOMU) bei schlechtem Wetter in den Berghang des Monte Capanne auf Elba. Alle elf Personen an Bord wurden getötet.[14]

- Am 5. März 1969 kollidierte eine Prinair Heron 2B der puerto-ricanischen Prinair (N563PR) mit einer Anhöhe in den Sierra de Luquillo-Bergen, 24 Kilometer südöstlich des Flughafens San Juan (Puerto Rico). Durch diesen CFIT (Controlled flight into terrain) wurden alle 19 Insassen getötet, zwei Besatzungsmitglieder und 17 Passagiere. Die Piloten hatten durch einen in Ausbildung befindlichen Fluglotsen eine um 21 Kilometer falsche „Radarposition“ mitgeteilt bekommen und weitere Anweisungen zum Anflug erhalten.[15]

- Am 24. Juni 1972 stürzte eine Prinair Heron 2B der puerto-ricanischen Prinair (N554PR) bei einem missglückten Durchstartmanöver am Flughafen Ponce-Mercedita (Puerto Rico) ab. Hierbei kamen insgesamt fünf der zwanzig Insassen ums Leben, davon die beiden Piloten. In einer Unfalluntersuchung wurde ermittelt, dass die Maschine dabei zu steil nach oben gezogen wurde und die Kontrolle verloren ging. Der Grund für das Durchstartmanöver blieb unbekannt.[16]

- Am 23. Oktober 1975 startete eine Riley Heron 2 der australischen Connair (VH-CLS) im Landeanflug auf den Flughafen Cairns, Queensland (Australien) in der Nähe eines Gewitters durch und stürzte dabei ab. Alle 11 Menschen an Bord starben.[17]

- Am 24. Juli 1979 verunglückte eine Prinair Heron 2B der puerto-ricanischen Prinair (N575PR) während des Starts vom Flughafen Saint Croix (Amerikanische Jungferninseln). Nach dem Abheben rollte die Maschine nach links und rechts und schwankte auch nach oben und unten. Sie schlug schließlich 1680 Meter hinter dem Startbahnende 240 Meter rechts von der Startlinie auf dem Boden auf, wobei 8 Insassen ums Leben kamen, einer der Piloten und 7 der 19 Passagiere. Die Unfalluntersuchung ergab, dass das Flugzeug mit 480 kg (1060 Pfund) stark überladen war und sich der Schwerpunkt 8 Zoll (rund 20 cm) hinter dem hinteren Limit befand. Für diese Beladefehler wurden sowohl Prinair als auch fehlende Überwachung durch die Behörde Federal Aviation Administration (FAA) verantwortlich gemacht.[18]

## Technische Daten (Heron 2D)
| Kenngröße             | Daten                                                                                  |
| --------------------- | -------------------------------------------------------------------------------------- |
| Besatzung             | 2                                                                                      |
| Passagiere            | 14                                                                                     |
| Länge                 | 14,78 m                                                                                |
| Spannweite            | 21,80 m                                                                                |
| Höhe                  | 4,75 m                                                                                 |
| Flügelfläche          | 46,40 m²                                                                               |
| Flügelstreckung       | 10,2                                                                                   |
| Leermasse             | 3700 kg                                                                                |
| Startmasse            | 6100 kg                                                                                |
| Höchstgeschwindigkeit | 295 km/h                                                                               |
| Dienstgipfelhöhe      | 5600 m                                                                                 |
| Reichweite            | 1470 km                                                                                |
| Triebwerke            | 4 × 6-Zylinder-Reihenmotor de Havilland Gipsy Queen 30 Mk.2 mit je 186 kW (ca. 250 PS) |